# Ingeborg Reichle
Ingeborg Reichle (* 15. Oktober 1970) ist eine deutsche Kunst-, Kultur- und Medienwissenschaftlerin und  Professorin für Computational Media and Arts an der Hong Kong University of Science and Technology (Guangzhou) in China.

## Leben und Wirken
Ingeborg Reichle studierte in der Zeit von 1991 bis 1998 Kunstgeschichte, Soziologie und Klassische Archäologie an der Albert-Ludwigs-Universität Freiburg und der Universität Hamburg. Von 1998 bis 2003 war sie am Institut für Kunst- und Bildgeschichte (IKB) der Humboldt-Universität zu Berlin am Lehrstuhl von Horst Bredekamp tätig. Von 2000 bis 2002 war sie zudem Projektleiterin des vom BMBF-geförderten Verbundprojekts Prometheus - Das verteilte digitale Bildarchiv für Forschung und Lehre (Berliner Projektpartner). 2004 wurde sie im Fach Kunstgeschichte an der Humboldt-Universität zu Berlin bei Horst Bredekamp über Kunst aus dem Labor. Zum Verhältnis von Kunst und Wissenschaft im Zeitalter der Technoscience promoviert.
Von 2004 bis 2005 war sie wissenschaftliche Mitarbeiterin am Hermann von Helmholtz-Zentrum für Kulturtechnik der Humboldt-Universität. In den Jahren von 2005 bis 2011 forschte sie an der Berlin-Brandenburgische Akademie der Wissenschaften (BBAW) zu medien- und bildwissenschaftlichen Themen in den interdisziplinären Arbeitsgruppen Die Welt als Bild (2005–2008) und Bildkulturen (2008–2011), 2005 war sie Mitbegründerin des Jungen Forums für Bildwissenschaft an der BBAW und 2011 Mitherausgeberin des Sammelbandes Atlas der Weltbilder.
2013 habilitierte sie sich im Fach Kulturwissenschaft an der Humboldt-Universität mit der Schrift Bilderwissen – Wissensbilder. Zur Gegenwart der Epistemologie der Bilder. 2014 hatte sie einen Lehrauftrag an der Nationalen Autonomen Universität von Mexiko (UNAM) in Mexiko-Stadt inne und war von 2014 bis 2015 FONTE-Stiftungsprofessorin am Institut für Kulturwissenschaft der Humboldt-Universität.
Von 2016 bis 2021 hatte Reichle an der Universität für angewandte Kunst Wien eine Professur für Medientheorie inne, die vormals Peter Weibel innehatte. In den Jahren von 2017 bis 2019 war sie dort Gründungsdirektorin der neu eingerichteten Abteilung Cross-Disciplinary Strategies. Außerdem lehrt sie an der School of Visual Arts in New York.
2022 wurde sie als Mitglied in das Kuratorium des ZKM | Zentrum für Kunst und Medien berufen.
Von 2021 bis 2025 war sie als sci-art Expertin und Kuratorin am Institute for Advanced Study am Joint Research Centre (JRC) der Europäischen Kommission in Ispra im Kontext des 4. Resonances Zyklus NaturArchy: Towards a Natural Contract tätig.
2022 war sie Senior Fellow am Institut für transformative Nachhaltigkeitsforschung (IASS) in Potsdam.
2025 erhielt Ingeborg Reichle einen Ruf an die Hong Kong University of Science and Technology – Guangzhou (GZ), China, am Computational Media and Arts (CMA) Thrust.

## Wissenschaftliche Schwerpunkte
Die Forschung von Ingeborg Reichle kreist um die Frage, wie Wirklichkeiten durch Medien geprägt werden. Sie beschäftigt sich u. a. mit der Rolle von Medien im Sinne von grundlegenden Vermittlungstechniken von Kultur sowie strukturellen, historischen und phänomenologischen Aspekten von Medien und deren Produktionsbedingungen. Eingeschlossen sind aktuelle Medientheorien sowie künstlerisch-experimentelle Handlungsfelder von Medien (Medienkunst, Digitale Kunst, Transmediale Kunst) und Fragen nach Ästhetik, Technik und Geschichte ikonischer Medien, sowie medientechnologische Innovationen, die gegenwärtig unter dem Ausdruck Biomedien firmieren. Die Erforschung von Biomedien zielt auf das relationale Verhältnis von Kunst, Design und Naturproduktion in den Technowissenschaften (Biotechnologie und Synthetische Biologie).
2017 unterrichtete sie an der Universität für angewandte Kunst Wien die Open Lab Class. Hier lernen Studierende in einem integrativen Lernprozess sich sowohl theoretisch-konzeptuelle Kenntnisse zur Theorie der Biomedien anzueignen als auch ein Repertoire an hands-on-Methoden der Biotechnologie und experimentellen Verfahren und Materialien des Biodesigns kennen.

## Publikationen (Auswahl)

### Als Autorin
- Kunst aus dem Labor. Zum Verhältnis von Kunst und Wissenschaft im Zeitalter der Technoscience. Springer Verlag, Wien, New York 2005, ISBN 978-3-211-22234-8
- Art in the Age of Technoscience. Genetic Engineering, Robotics, and Artificial Life in Contemporary Art. Springer Verlag, New York 2009, ISBN 978-3-211-78160-9

### Als Herausgeberin
- mit Susanne von Falkenhausen, Silke Förschler, Bettina Uppenkamp: Medien der Kunst. Geschlecht, Metapher, Code. Jonas Verlag, Marburg 2004, ISBN 978-3-89445-337-4.
- mit Steffen Siegel, Achim Spelten: Verwandte Bilder. Die Fragen der Bildwissenschaft. Kadmos Verlag, Berlin 2007 (2. Auflage 2008), ISBN 978-3-86599-034-1
- mit Steffen Siegel, Achim Spelten: Visuelle Modelle. Fink Verlag, München 2008, ISBN 978-3-7705-4632-9.
- mit Steffen Siegel: Maßlose Bilder. Visuelle Ästhetik der Transgression. Fink Verlag, München 2009, ISBN 978-3-7705-4801-9.
- mit Thomas Schnalke, Anita Hermannstädter: Reiner Maria Matysik: jenseits des menschen/beyond humans, The Green Box, Berlin 2010, ISBN 978-3-941644-22-9.
- mit Christoph Markschies, Jochen Brüning, Peter Deuflhard: Atlas der Weltbilder. Akademie Verlag, Berlin 2011, ISBN 978-3-05-004521-4.
- mit Martina Baleva, Oliver Lerone Schultz: IMAGE MATCH. Visueller Transfer, „Imagescapes“ und Intervisualität in globalen Bildkulturen. Fink Verlag, München 2012, ISBN 978-3-7705-5165-1.
- Plastic Ocean. Art and Science Responses to Marine Pollution. De Gruyter, Berlin 2021, ISBN 978-3-11-074472-9.